# Lee Armstrong
Lee Armstrong (2 gennaio 1970) è un'attrice statunitense.
Apparve in solo due film nel 1995, Magic Island e Leprechaun 3. Apparve anche nello show radiofonico di Howard Stern.
Dopo il film Leprechaun 3, scomparve dalle scene e non recitò più.

## Filmografia
- Classic Stories for Children, regia di Peter Babakitis - cortometraggio (1992)
- Magic Island, regia di Sam Irvin (1995)
- Leprechaun 3, regia di Brian Trenchard-Smith (1995)